# ایوانوئه فرایتزولی
ایوانوئه فرایتزولی (۲ مه ۱۹۱۶ – ۸ سپتامبر ۱۹۹۹) یک کارآفرین ایتالیایی و مالک سابق باشگاه فوتبال اینتر میلان از سال ۱۹۶۸ تا ۱۹۸۴ بود.

## زندگی‌نامه
در سال ۱۹۲۳، پدرش لئوناردو، کارخانه ایتالیایی لباس فرمهای مدنی یا غیرنظامی (به ایتالیایی: «Fabbrica Italiana di Uniformi Civili») را تأسیس کرد، شرکتی که تخصصش تولید لباس کار و یونیفورم برای استفاده غیرنظامی بود، که ایوانو وارث آن شد. این شرکت بعداً به کارخانه تولیدی فرایتزولی (به ایتالیایی: «Manifattura Fraizzoli») تغییر نام داد.
در سال ۱۹۶۰، فرایتزولی به عنوان مدیر ورزشی اینترمیلان منصوب شد و در سال ۱۹۶۸، باشگاه را از آنجلو موراتی خریداری کرد و تبدیل به شانزدهمین رئیس باشگاه اینتر میلان شد.
تحت مالکیت او، اینتر بازیکنانی مانند اواریستو بکالوسی، آلساندرو آلتوبلی، روبرتو بونینسنیا و فولویو کولوواتی را خریداری کرد و موفق به کسب دو اسکودتو (۷۱–۱۹۷۰ و ۸۰–۱۹۷۹) و دو کوپا ایتالیا (۷۸–۱۹۷۷ و ۸۲–۱۹۸۱) شد.
او در سال ۱۹۸۴، باشگاه را به ارنستو پلگرینی فروخت.